# 拋棄繼承
拋棄繼承指的是繼承人拋棄繼承權。由於多數國家採取的方式為：繼承開始，即被繼承人死亡時，繼承人即概括地承受被繼承人財產上一切之權利與義務，故理論上，要拋棄繼承的前提是先取得繼承人資格，並於繼承開始後，自願地拋棄其取得之繼承權。
1. 拋棄繼承不得預先為之，因繼承開始前之繼承權，僅屬於期待之地位，並非實體之權利，無處分之可能。而繼承權拋棄後，拋棄繼承之人溯及至繼承時起非為繼承人。
2. 拋棄繼承不得為一部拋棄，因一經拋棄，須包括地為之，不許繼承人就所繼承之權利為選擇性地承受而拒絕不喜繼承之部分，故僅能為全部、概括地拋棄繼承。

拋棄繼承期限限定
- 中華民國：繼承人在得知繼承時起三個月內,檢具相關書面資料，向被繼承人過世時之戶籍所在地之法院申請。同理，繼承人因他人拋棄繼承後，而成為繼承者，依循前項（三個月內）之期限，提單申請。[1]